# Penglai (köpinghuvudort i Kina, Hainan Sheng, lat 19,54, long 110,54)
Penglai är en köpinghuvudort i Kina. Den ligger i provinsen Hainan, i den södra delen av landet, omkring 60 kilometer söder om provinshuvudstaden Haikou. Antalet invånare är 15 100. Befolkningen består av 7 045 kvinnor och 8 055 män. Barn under 15 år utgör 19,0 %, vuxna 15-64 år 65 %, och äldre över 65 år 14,0 %.
Runt Penglai är det ganska tätbefolkat, med 222 invånare per kvadratkilometer. Närmaste större samhälle är Chongxing, 15,2 km söder om Penglai. I omgivningarna runt Penglai växer huvudsakligen savannskog.
Genomsnittlig årsnederbörd är 2 298 millimeter. Den regnigaste månaden är september, med i genomsnitt 397 mm nederbörd, och den torraste är januari, med 27 mm nederbörd.